# 가르드마우주

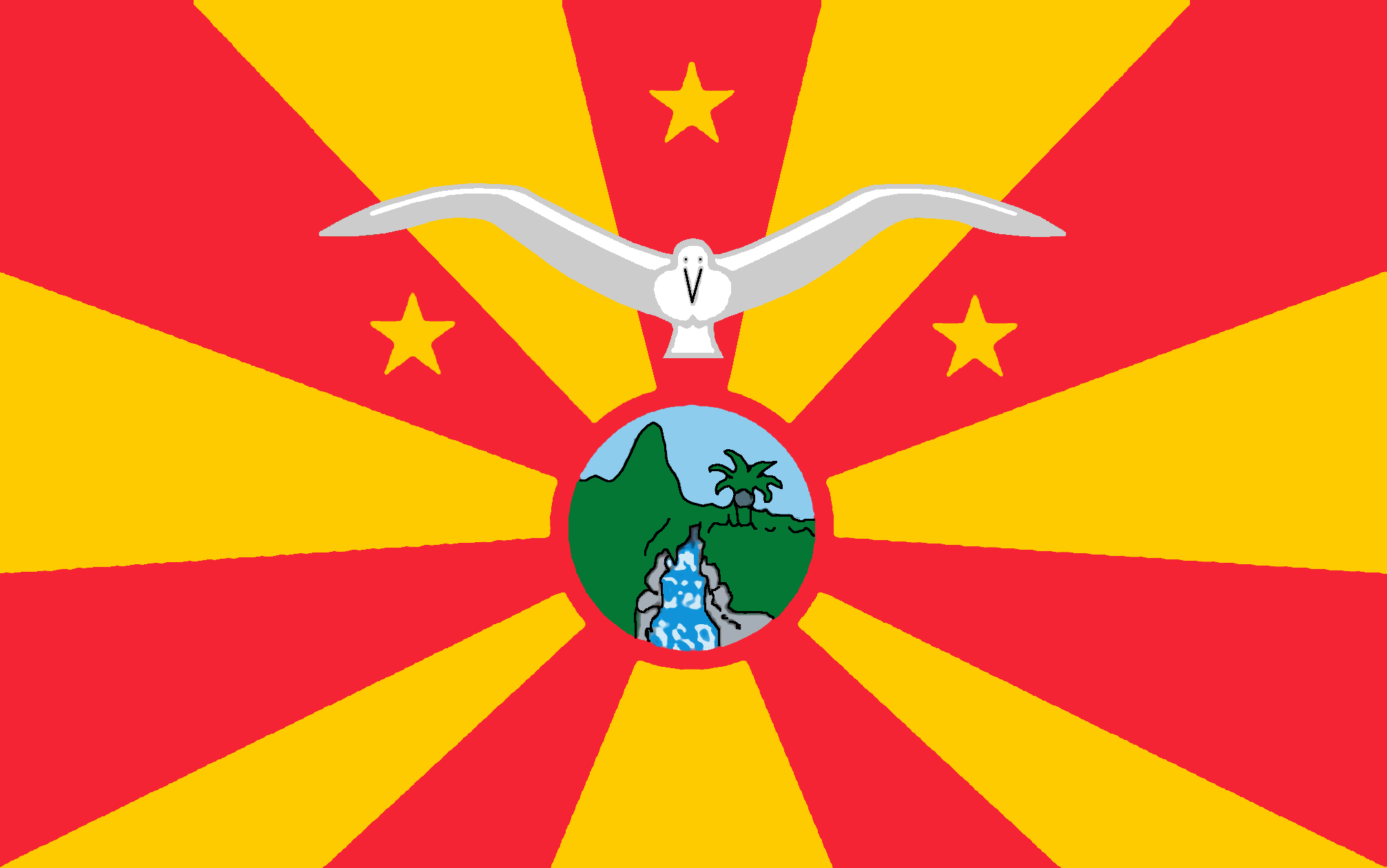
가르드마우주 기(旗)

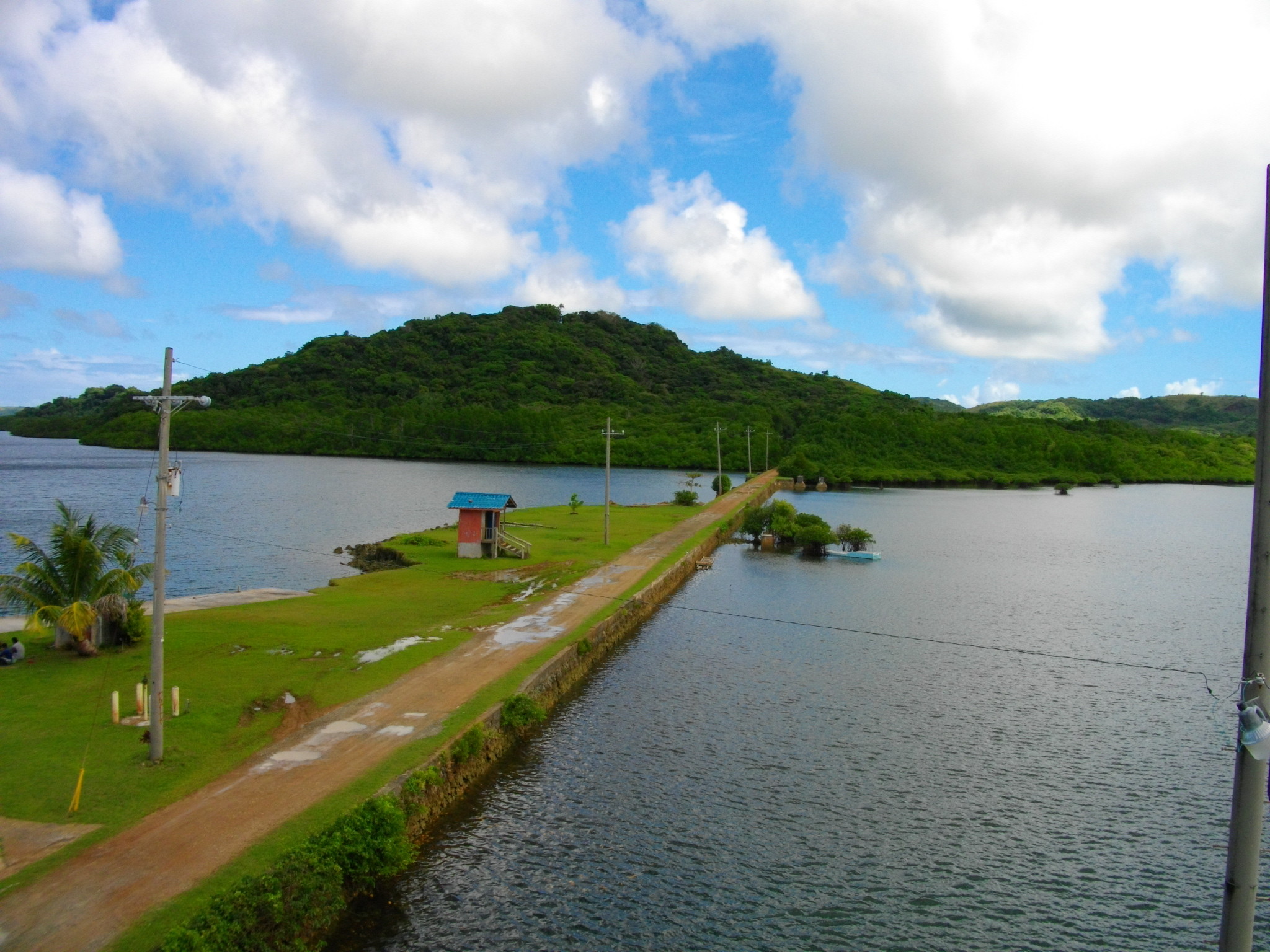

가르드마우주(영어: Ngardmau)는 팔라우의 주로, 바벨다오브섬 서부에 위치하며 가렘렝구이주와 가라르드주 사이에 위치한다. 면적은 53km2, 인구는 185명(2015년 기준)이다. 팔라우에서 가장 높은 산인 게르첼추스산이 위치한다.